# ريه ناكانيشي
ريه ناكانيشي (باليابانية: なかにし礼) (2 سبتمبر 1938، مودانجيانغ في الصين)؛ شاعر غنائي، كاتب، ملحن، مترجم وروائي ياباني.

## روابط خارجية
- ريه ناكانيشي على موقع IMDb (الإنجليزية)
- ريه ناكانيشي على موقع ميوزك برينز (الإنجليزية)
- ريه ناكانيشي على موقع أول ميوزيك (الإنجليزية)
- ريه ناكانيشي على موقع ديسكوغز (الإنجليزية)
- ريه ناكانيشي على موقع قاعدة بيانات الفيلم (الإنجليزية)
- ريه ناكانيشي على موقع ANN person (الإنجليزية)